# Einjähriges Silberblatt

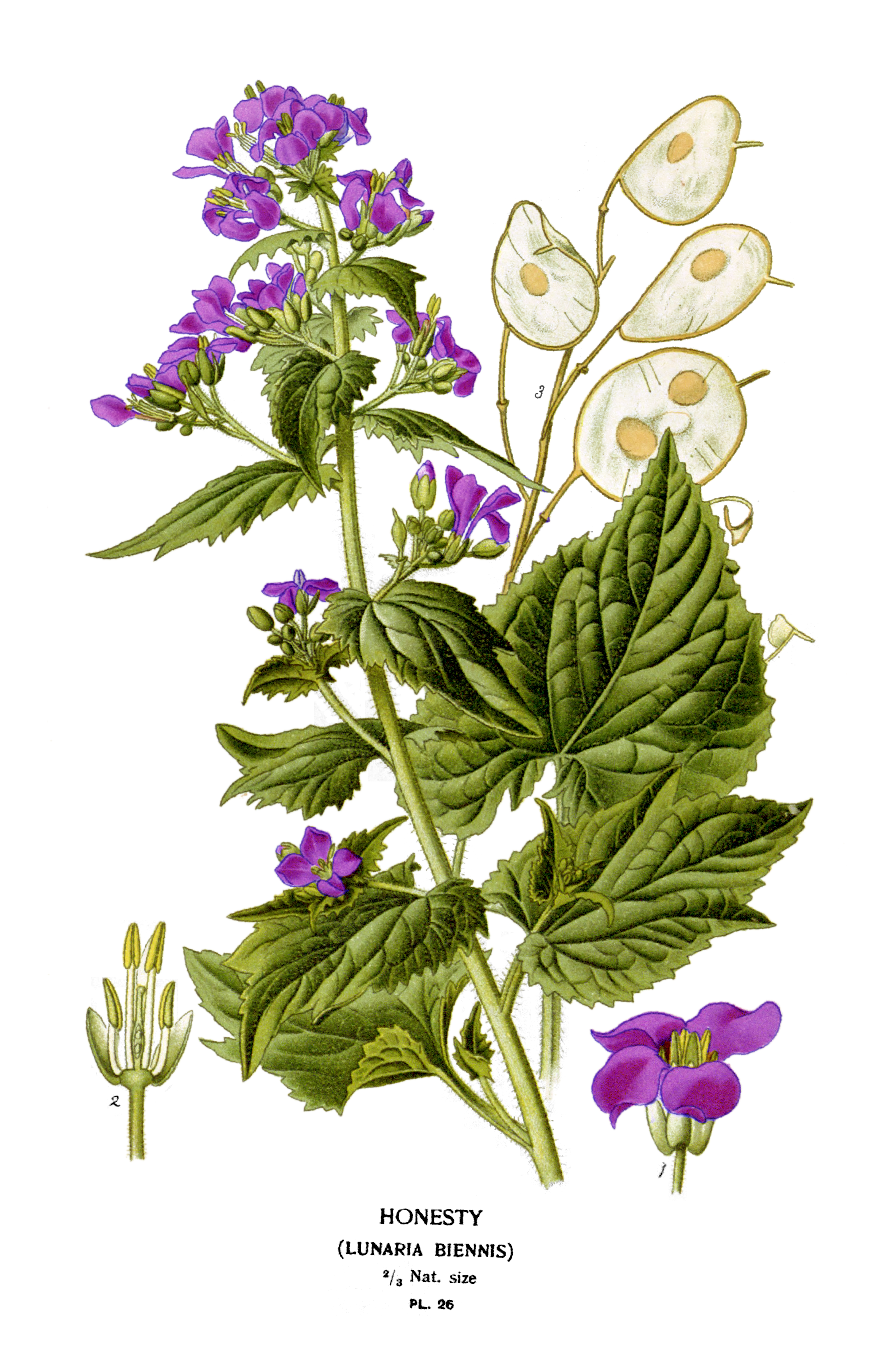
Illustration

Das Einjährige Silberblatt (Lunaria annua) ist eine Pflanzenart aus der Gattung Silberblätter (Lunaria) innerhalb der Familie der Kreuzblütengewächse (Brassicaceae). Weitere deutschsprachige Trivialnamen sind Gartensilberblatt, Judassilberling, Judaspfennig, Silbertaler oder Gartenmondviole.

## Beschreibung

### Vegetative Merkmale
Das Einjährige Silberblatt ist eine – entgegen ihrem Namen – zweijährige, also eine bis zur Blüten- und Samenbildung einmal überwinternde krautige Pflanze, die Wuchshöhen von 30 bis 100 Zentimetern, ausnahmsweise auch mehr erreicht. Im ersten Lebensjahr werden nur Grundblätter sowie eine oder mehrere fingerförmige unterirdische Knollen gebildet, aus denen dann im folgenden Frühjahr eine vertikale Sprossachse mit Blüten austreibt, aus denen wiederum sich schließlich die markanten Samenschötchen entwickeln. Nach der Samenreife stirbt die Pflanze ab.
Von ihren gezähnten, breit-herzförmigen Laubblättern sind die oberen ungestielt.

### Generative Merkmale
Die Blütezeit reicht von April bis Juni. Die zwittrigen Blüten sind vierzählig. Die Blüten sind – anders als beim Ausdauernden Silberblatt – geruchlos. Die vier purpur-violetten oder selten weißen Kronblätter sind 20 bis 25 Millimeter lang.
Der gebogene Fruchtträger (Stiel) ist 1 bis 3 Zentimeter lang. Die flachen Schötchen sind bei einer Länge von 2 bis 4,5 Zentimetern und einer Breite von 1 bis 2,5 Zentimetern breit elliptisch und an beiden Enden gerundet. Jedes Schötchen enthält mehrere Samen, die beim Aufplatzen herausfallen. Erst jetzt werden die silbern schimmernden Innenseiten der Schötchen sichtbar. Deswegen ist das Silberblatt als Trockenstrauß eine beliebte Zierde, zumal die Schötchenhüllen recht ausdauernd an den getrockneten Stängeln verbleiben. Die Samen sind nierenförmig oder fast kreisrund und 5 bis 8 Millimeter breit.
Die Chromosomenzahl beträgt 2n = 28 + 2B.

## Ökologie
Die Blüten werden gern von Schmetterlingen und Bienen besucht, für die Raupen des Aurorafalters dient es als Nahrungspflanze.

## Vorkommen
Das Einjährige Silberblatt ist ursprünglich submediterran-präalpin und in Südosteuropa verbreitet. Als beliebte Zierpflanze in „Bauerngärten“ Mitteleuropas und anderer Regionen verwildert es aber regelmäßig und ist deshalb, beispielsweise in Berlin, inzwischen selbst auf Bahnböschungen zu finden. Für Deutschland wird das Einjährige Silberblatt daher als Neophyt mit dem Status „auf dem Weg zur Einbürgerung“ geführt. Ein Neophyt ist Lunaria annua in Spanien, in Nord-, Mittel- und Osteuropa, auf den Azoren, auf Madeira, in Argentinien, Japan, Neuseeland, in den Vereinigten Staaten und in Kanada.
In den Allgäuer Alpen kommt Lunaria annua im Tiroler Teil im Birkental bei Rauth bei Nesselwängle in einer Höhenlage von bis zu 1180 Metern vor.
Die ökologischen Zeigerwerte nach Landolt et al. 2010 sind in der Schweiz: Feuchtezahl F = 3w+ (mäßig feucht aber stark wechselnd), Lichtzahl L = 3 (halbschattig), Reaktionszahl R = 3 (schwach sauer bis neutral), Temperaturzahl T = 4+ (warm-kollin), Nährstoffzahl N = 4 (nährstoffreich), Kontinentalitätszahl K = 3 (subozeanisch bis subkontinental).

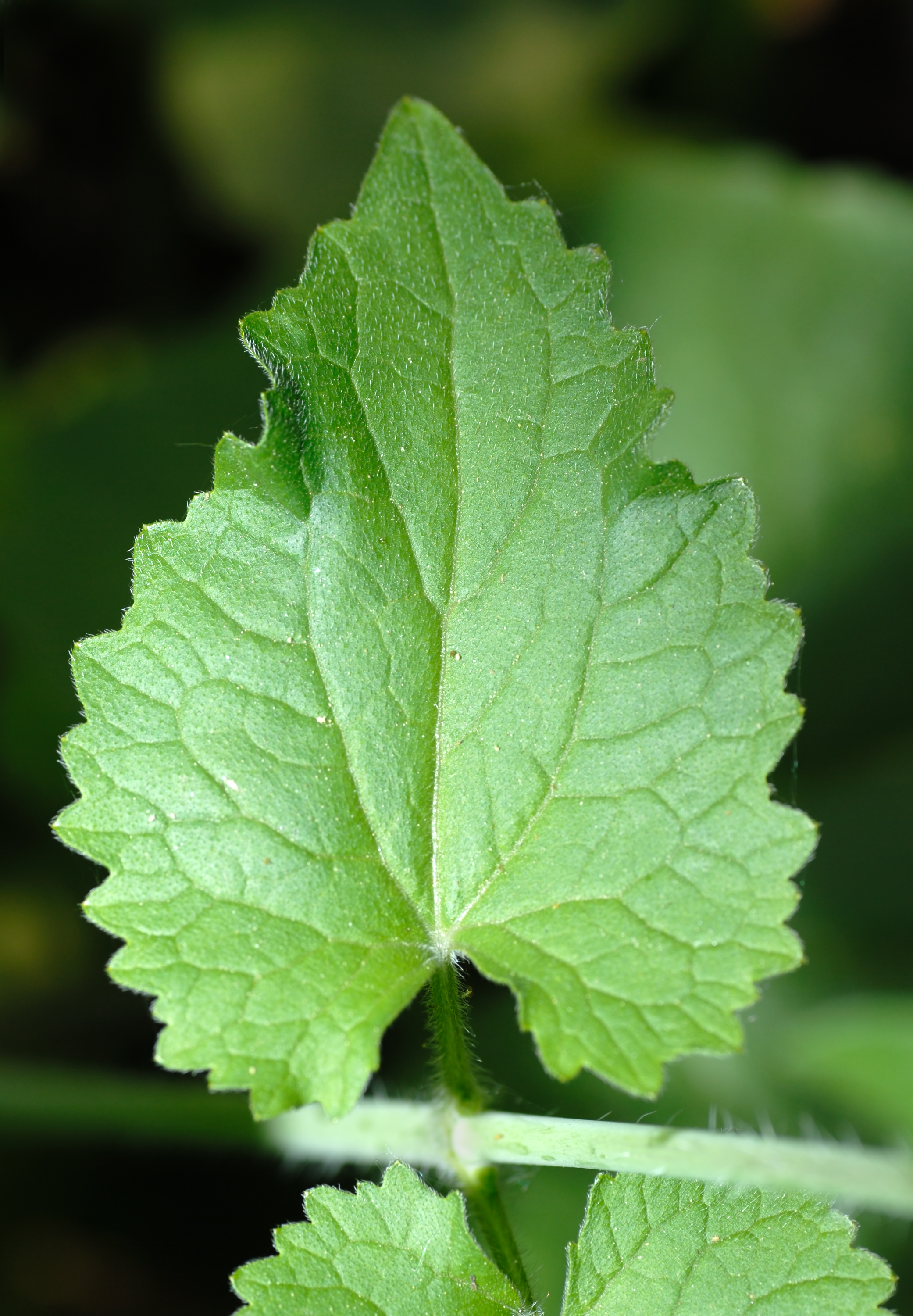
Laubblatt der zweiten Vegetationsperiode
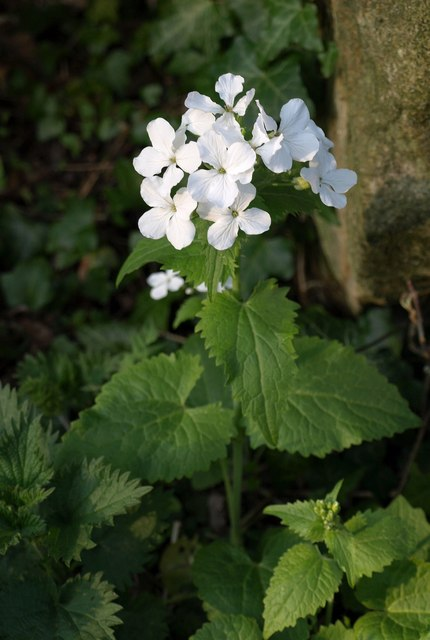
Selten weiß blühend
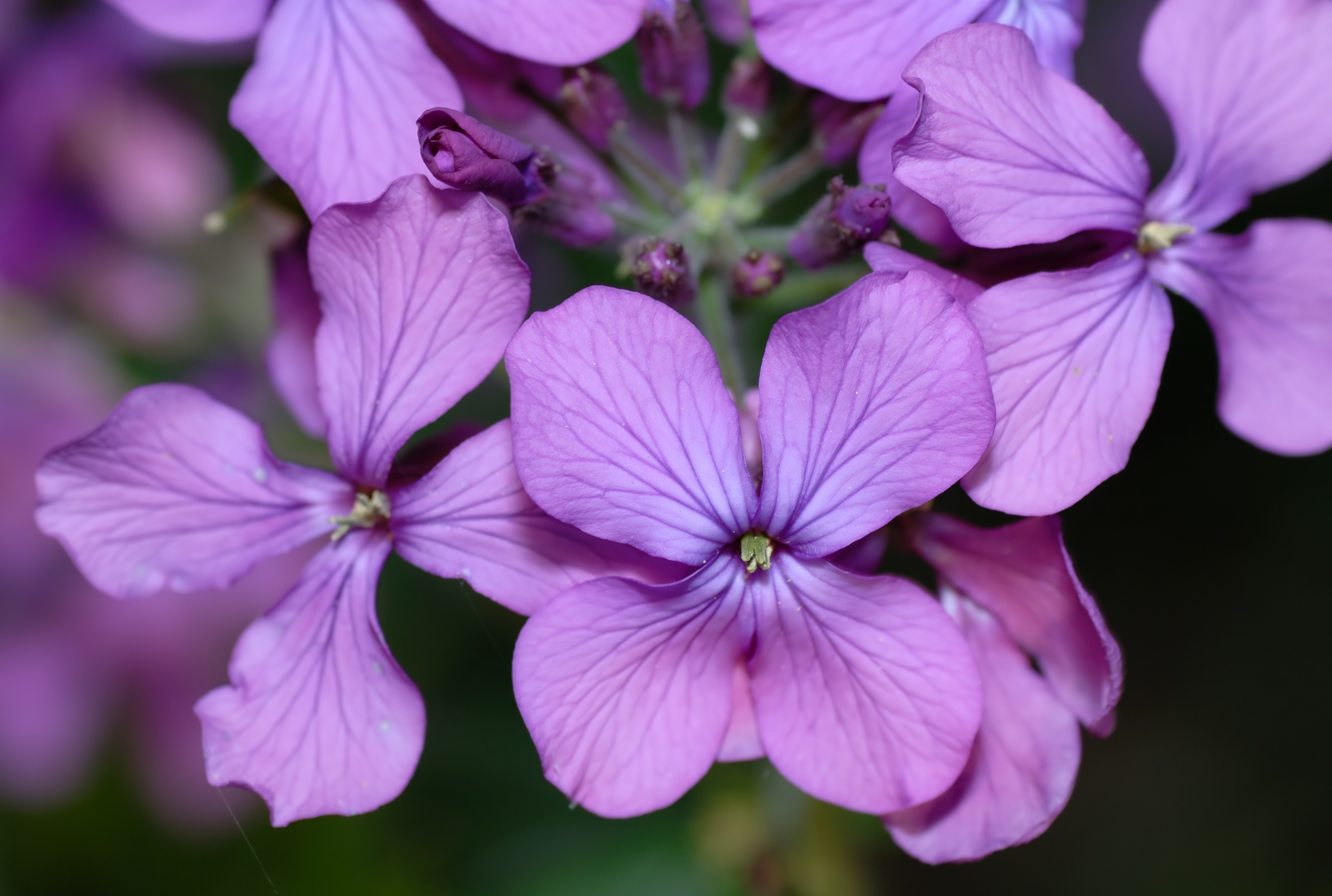
Purpur-violette Blüten
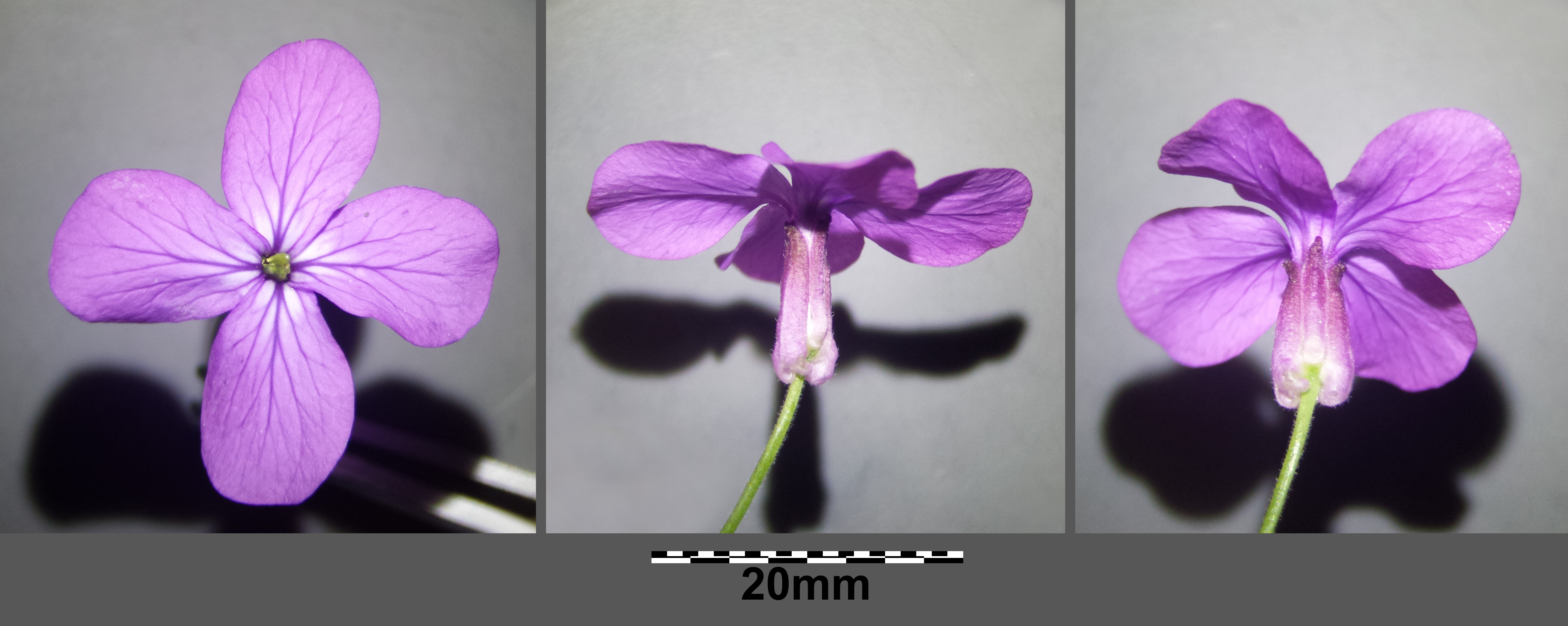
Blüten
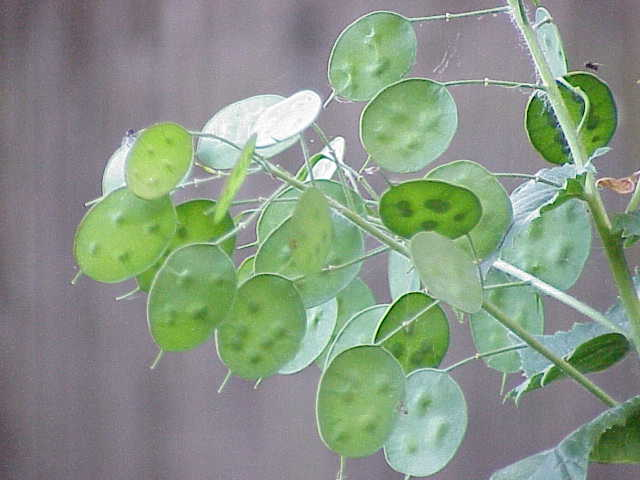
Unreife Schötchen
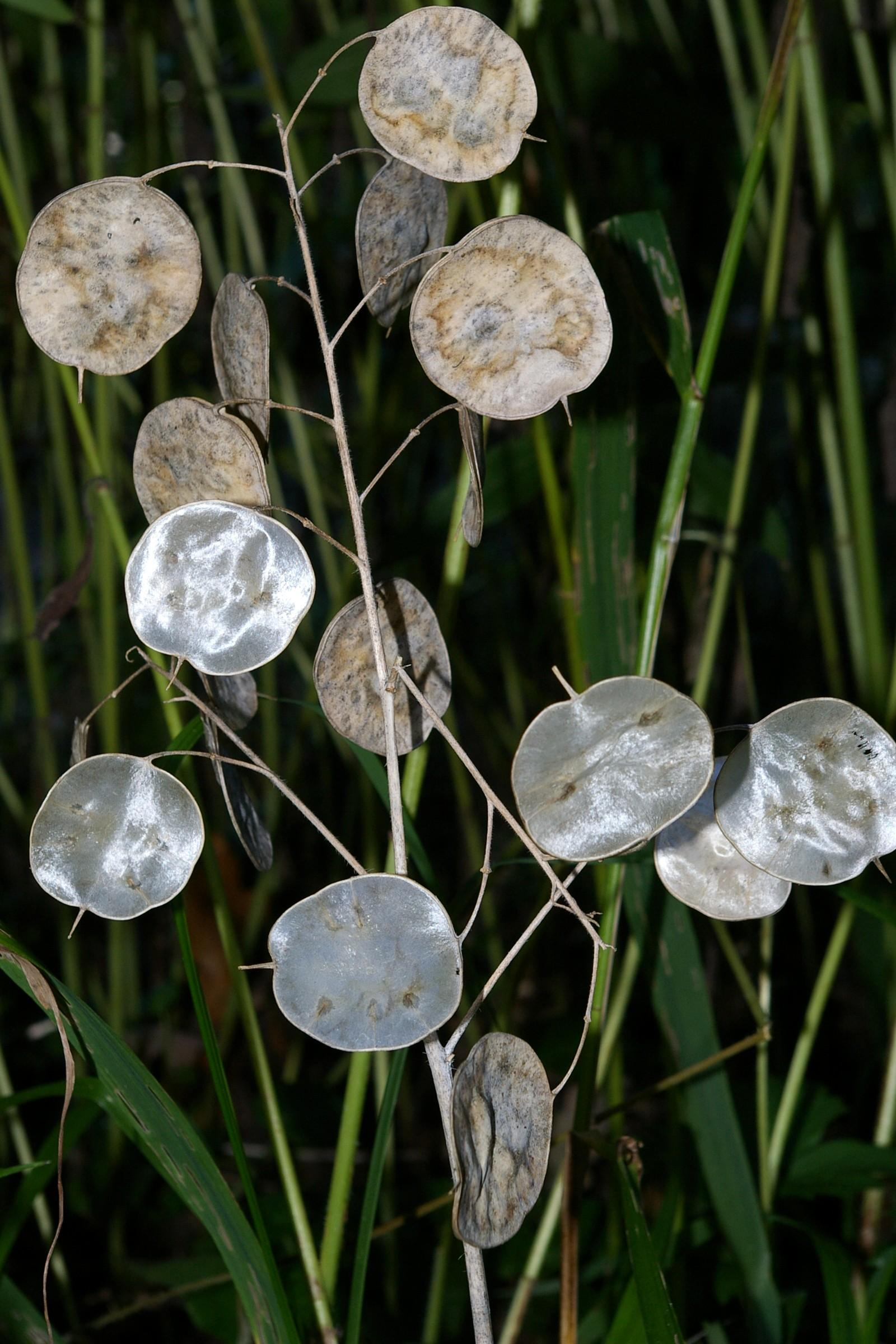
Reife Schötchen mit und ohne Samen
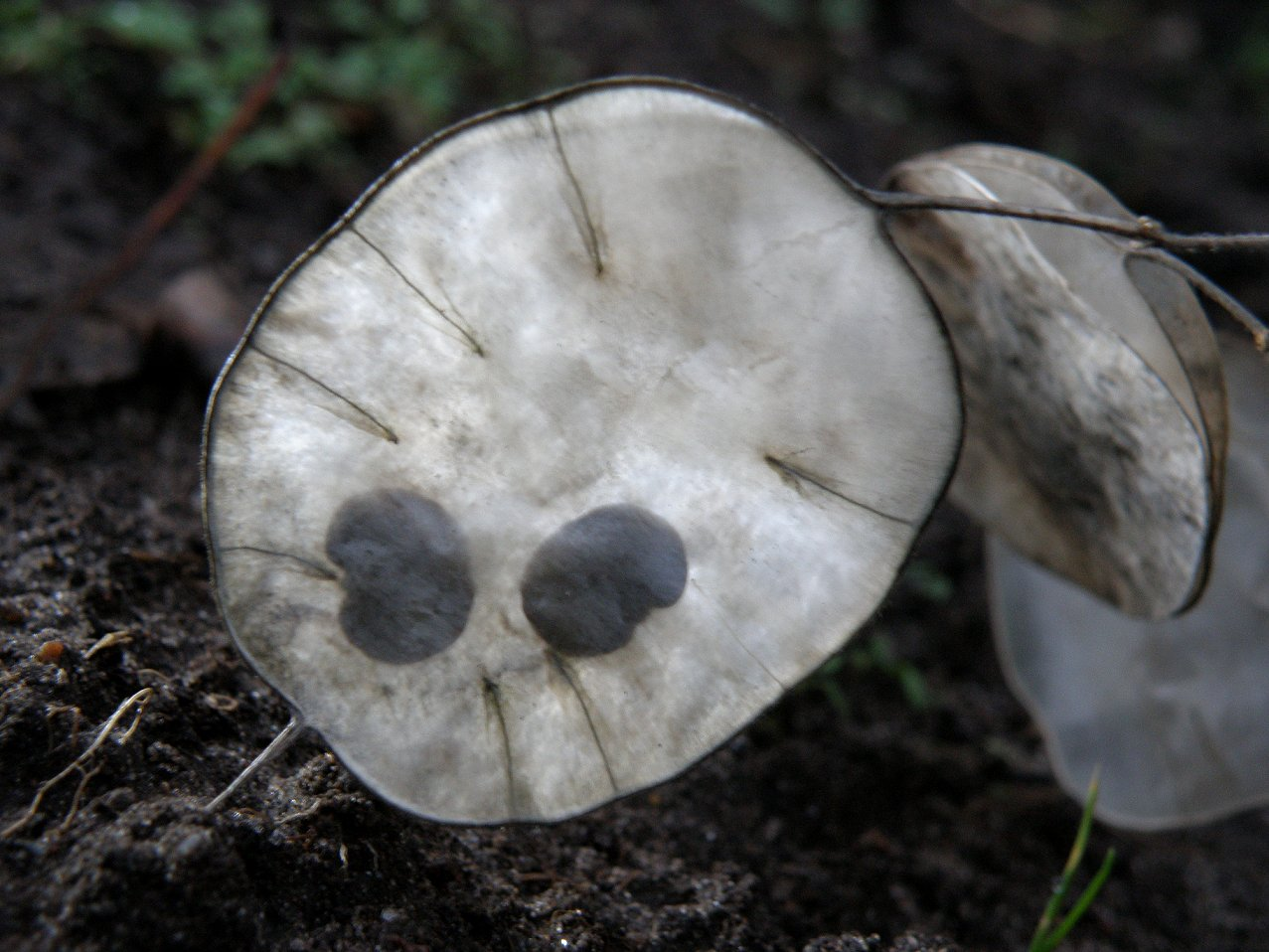
Schötchen mit Samen
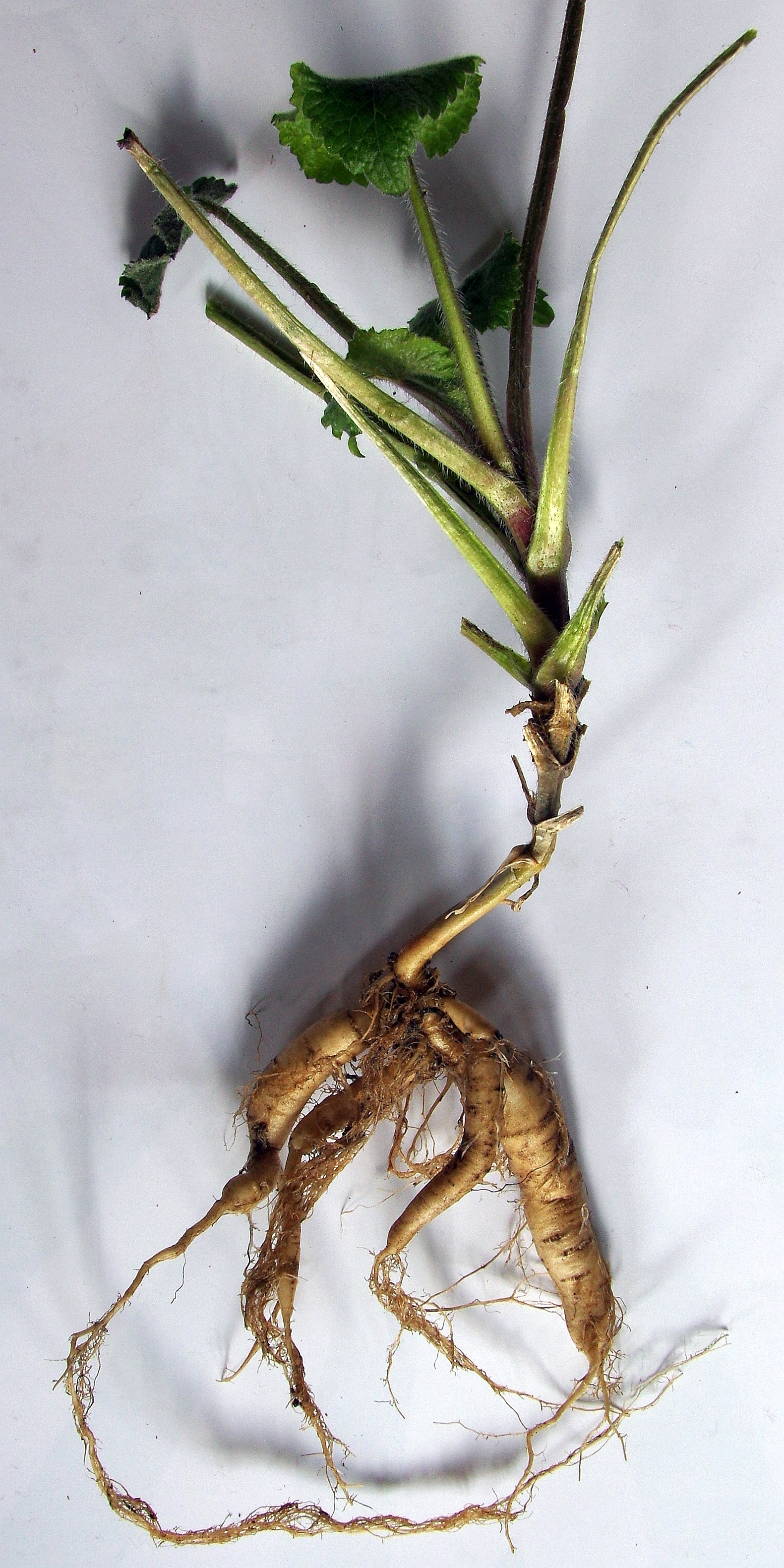
Speicherknollen zum Ende der ersten Vegetationsperiode

## Systematik und Taxonomie
Die Gattung Lunaria wurde durch Carl von Linné aufgestellt. Der Gattungsname Lunaria leitet sich von lat. lunaris (mondähnlich) und lat. luna (Mond) ab, nach dem Vergleich der flachen Schötchen und ihrer zur Reifezeit pergamentartigen, silbrigen Scheidewände mit dem Glanz des Mondes. Nach Tabernaemontanus komme für die Benennung auch die nierenförmige (also mondähnliche) Form der Samen in Frage.
Das Einjährige Silberblatt wurde 1753 von Carl von Linné in Species Plantarum, Tomus 2, S. 653 erstbeschrieben. Er kannte in dieser Gattung nur die beiden Arten Lunaria rediviva und Lunaria annua. Er unterschied sie an der Form ihrer Früchte und wusste um die verschiedene Lebensform, die er ja in der Artbezeichnung selber zum Ausdruck brachte. Trotzdem schreibt er bei Lunaria annua:Ita affinis praecedenti, ut etiamnum dubium utrum vere distincta (lat.: Ist der vorherigen Art (gemeint ist Lunaria rediviva) so ähnlich, dass auch jetzt zweifelhaft ist, ob sie wirklich verschieden sind). Als Verbreitungsgebiet gibt er nur Deutschland an. (Habitat in Germania)